# Pervushovisaurus
Pervushovisaurus is een geslacht van uitgestorven platypterygiine ichthyosauriërs uit het Laat-Krijt (Cenomanien) van de oblast Saratov in het westen van Rusland en het Cambridge-gebied van het Verenigd Koninkrijk.

## Geschiedenis
De typesoort Pervushovisaurus bannovkensis werd in 1998 benoemd door Archangelskii. De geslachtsnaam eert de paleosponginologist E.M. Pervushov die het skelet vond. De soortaanduiding verwijst naar de herkomst bij het dorp Nizhnyaya Bannovka.
Het werd oorspronkelijk beschreven als een ondergeslacht van Platypterygius, dus als een Platypterygius (Pervushovisaurus) bannovkensis, maar later werk toonde aan dat het dermate onderscheiden was van de typesoort Platypterygius platydactylus, dat het maar tot volledige generieke rang verheven werd. Strikte criteria zijn daar overigens niet voor. 
De typesoort Pervushovisaurus bannovkensis is alleen bekend van het holotype SSU 104a/24, een gedeeltelijke schedel. 
In 2016 werd de soort Platypterygius campylodon hernoemd tot een Pervushovisaurus campylodon. Een eerdere Russische soort, Platypterygius kiprianoffi, werd een jonger synoniem geacht van Pervushovisaurus campylodon.

## Beschrijving
Pervushovisaurus was een kleine ichthyosauriër, met een typesoort van vier meter lang en driehonderd kilogram lichaamsgewicht. 
Fischer (2016) gaf de verbeterde diagnose van Pervushovisaurus als volgt, gebaseerd op die van Fischer et alii (2014): platypterygiine ophthalmosauride die wordt gekenmerkt door de volgende autapomorfieën: de aanwezigheid van foramina langs de onderste premaxillaire/maxillaire beennaad; aanwezigheid van een min of meer ovaal foramen op het zijvlak van de premaxilla, schuin onder en voor het neusgat, aanwezigheid van ribbels op de  zijkant van het bovenkaaksbeen, aanwezigheid van brede supranariale 'vleugel' van het neusbeen (een vergelijkbare structuur, hoewel veel kleiner, is aanwezig bij Platypterygius australis en Acamptonectes densus) (zie Kear, 2005; Fischer et alii, 2012, respectievelijk); robuust spleniale dat duidelijk uitsteekt vanaf het buitenoppervlak van de onderkaak; tandwortels met vierhoekige dwarsdoorsnede, waarbij het cement prominente hoeken van negentig graden vormt.
Pervushovisaurus wordt ook gekenmerkt door de volgende unieke combinatie van op zich niet unieke kenmerken: secundair gesloten neusgat omgeven door foramina (zoals bij Platypterygius sachicarum en Platypterygius australis (zie respectievelijk Paramo, 1997; Kear, 2005), en bij Simbirskiasaurus birjukovi, hoewel het voorste neusgat nog steeds aanwezig is bij dit taxon (Maisch & Matzke, 2000; Fischer et alii, 2014a)); langwerpige voorste tak van het bovenkaaksbeen, dat naar voren het niveau van het neusbeen bereikt (in tegenstelling tot respectievelijk Aegirosaurus leptospondylus, Sveltonectes insolitus en Muiscasaurus catheti) (Bardet & Fernández, 2000; Fischer et alii, 2011a; Maxwell et alii, 2015, respectievelijk); rostrum recht (in tegenstelling tot Platypterygius americanus, Platypterygius sachicarum, Platypterygius australis en mogelijk Muiscasaurus catheti, waar het licht naar schuin voren en beneden gebogen is, zie Romer, 1968; Paramo, 1997; Kear, 2005; Maxwell et alii, 2015, respectievelijk); rechte, niet naar achteren gekromde tandkronen (in tegenstelling tot Sveltonectes insolitus, Muiscasaurus catheti, zie respectievelijk Fischer et alii, 2011; Maxwell et alii, 2015).

## Fylogenie
Pervushovisaurus is in de Platypterygiinae geplaatst.